# L'autuomo
L'autuomo è un film del 1984 diretto da Marco Masi. Si tratta di un film che appartiene al sottofilone della fantascienza italiana "sociologica", mai distribuito ma proiettato per esempio presso il Centro Sperimentale di Cinematografia nel 2014, anno in cui il ruolo giocato dal film nella trama del giallo di Cristiana Astori Tutto quel blu gli ha procurato una certa notorietà.

## Trama
Drusilla è un prototipo di androide (come viene chiamato nel film, anche se propriamente si tratta di un "ginoide"). Dopo essere stata presentata al pubblico, a cui viene descritta come un essere umano in tutto e per tutto "tranne il sesso e l'anima", Drusilla rimane presso l'Istituto di Cibernetica, dove è stata creata, affinché i suoi costruttori possano completarne il condizionamento. Il giovane Abele ha assistito al convegno in cui Drusilla è stata presentata al pubblico. Reduce da un'esperienza traumatica, l'assassinio della sua ragazza Daniela da parte di un ladro, Abele è un uomo tormentato, convinto che i veri automi siano gli esseri umani, e che anzi il loro essere condizionati sia ben più inaccettabile di quello degli automi. Abele si introduce nell'Istituto e fugge con Drusilla. Viene però catturato, processato, e internato come folle. 